# Porträt (Literatur)
Porträt bezeichnet in der Literatur die literarische Darstellung einer Person, einer Landschaft oder eines Gegenstandes als Kleingattung bzw. Genre.
Der Ausdruck steht in Anlehnung an das Porträt der bildenden Künste, das versucht, das Wesen oder die Persönlichkeit einer Person zum Ausdruck zu bringen: Ein literarisches Porträt gibt oftmals einen tiefen Einblick und bietet eine differenzierte und umfassende Darstellung. Wichtige literarische Porträtisten sind u. a. Elias Canetti, Stefan Zweig oder W. G. Sebald.